# Randolph Quirk
Pour les articles homonymes, voir Quirk.
Charles Randolph Quirk (né le 12 juillet 1920 à Michael sur l'île de Man et mort le 20 décembre 2017) est un linguiste et homme politique britannique.

## Biographie
Originaire de l'île de Man, Randolph Quirk effectue ses études supérieures à l'University College de Londres. Elles sont interrompues par la Seconde Guerre mondiale, durant laquelle il travaille cinq ans au Bomber Command de la Royal Air Force. Il termine ses études d'anglais après la fin du conflit. Diplômé en 1947, il devient lecteur à l'University College et passe un an à l'étranger à l'université Yale et à l'université du Michigan. De retour au Royaume-Uni en 1952, il enseigne à l'université de Durham jusqu'en 1960, puis revient à l'University College. Il est nommé à la chaire Quain d'anglais en 1968 et la conserve jusqu'en 1981. Il occupe par la suite les postes de vice-chancelier de l'université de Londres (1981-1985) et de président de la British Academy (1985-1989).
Quirk est nommé commandeur de l'ordre de l'Empire britannique en 1976 et Knight Bachelor en 1985. Il devient pair à vie en 1994 en tant que « baron Quirk de Bloomsbury » et siège à ce titre à la Chambre des lords parmi les crossbenchers.
Randolph Quirk est mort le 20 décembre 2017 à l'âge de 97 ans.

## Quelques publications
- 1954 : The Concessive Relation in Old English Poetry
- 1957 : An Old English Grammar (avec C. L. Wrenn)
- 1957 : The Saga of Gunnlaug Serpent-Tongue (édition, avec P. G. Foote)
- 1962 : The Use of English
- 1970 : Elicitation Experiments in English: Linguistic Studies in Use and Attitude (avec Sidney Greenbaum (en))
- 1985 : A Comprehensive Grammar of the English Language (avec Sidney Greenbaum, Geoffrey Leech et Jan Svartvik)
- 1986 : Words at Work: Lectures on Textual Structure
- 1990 : A Student's Grammar of the English Language (avec Sidney Greenbaum)